# Dluha
Dluha (a 20. század elején: Bánhegy, szlovákul Dlhá nad Oravou) község Szlovákiában, a Zsolnai kerület Alsókubini járásában.

## Fekvése
Alsókubintól 15 km-re északkeletre fekszik, az Árva-folyó partján.

## Története
A 15. század elején keletkezett az árvai uradalom részeként, első írásos említése 1420-ból származik. 1683-ban lengyel-litván hadak dúlták fel. Lakói földművelők, állattenyésztők voltak, kosárfonással, vászonszövéssel foglalkoztak.
A 18. század végén Vályi András így ír róla: „DLUHA. vagy Dlha. Tót falu Árva Vármegyében, földes ura a’ Királyi Kamara, lakosai katolikusok, fekszik jobb felől Árva Vára alatt, Árvátol nem meszsze, Dubovátznak szomszédságában, határja középszerű.”
Fényes Elek 1851-ben kiadott geográfiai szótárában így ír a faluról: „Dluha, tót falu, Árva vm. az Árva jobb partján, mellyen 2 hidja van: 1059 kath. Vendégfogadó. – Nagy gyolcs-kereskedés. Sessiója: 74 1/8. F. u. az Árvai urad.”
A 20. század elején nevét „Bánhegy”-re magyarosították, de lakossága ezt nem fogadta el. A trianoni diktátumig Árva vármegye Vári járásához tartozott.
1930-ban és 1962-ben tűzvész pusztította.

## Népessége
| Év:            | 1994. | 2004.   | 2014.   | 2024.   |
| -------------- | ----- | ------- | ------- | ------- |
| Emberek száma: | 1360  | 1389    | 1394    | 1440    |
| Eltérés:       |       | +2,13 % | +0,35 % | +3,29 % |

| Év:            | 2023. | 2024.   |
| -------------- | ----- | ------- |
| Emberek száma: | 1441  | 1440    |
| Eltérés:       |       | -0,06 % |

1910-ben 867, túlnyomórészt szlovák anyanyelvű lakosa volt.
2001-ben 1364 lakosából 1363 szlovák volt.
2011-ben 1379 lakosából 1372 szlovák volt.

## Nevezetességei
- Szent László temploma 1811-ben kápolnának épült, később 1914-ben kibővítették.
- A Fátimai Szűzanya tiszteletére szentelt kápolnát 1946-ban építették.